# Clementine Churchill
Clementine Ogilvy Spencer-Churchill, baronessa Spencer Churchill z domu Hozier (ur. 1 kwietnia 1885 w Londynie, zm. 12 grudnia 1977 tamże) – żona premiera Wielkiej Brytanii Winstona Churchilla od 1908 do jego śmierci w 1965.

## Życiorys

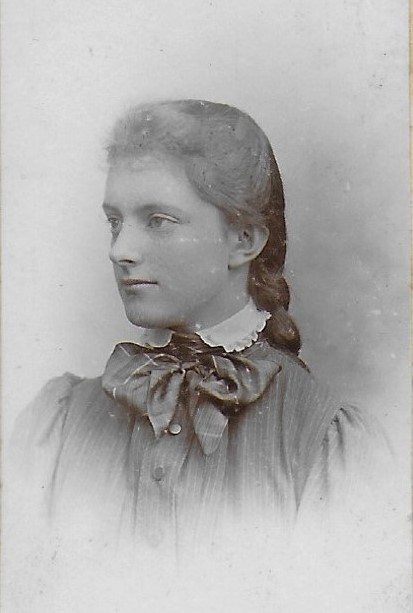
Kitty Ogilvy Hozier (1899)

Oficjalnie jest córką Lady Blanche Hozier i sir Henry'ego Hoziera, jednak kwestia jego faktycznego ojcostwa jest przedmiotem wielu dyskusji i sporów, ponieważ Lady Blanche była znana ze skłonności do niewierności. Ona sama utrzymywała, że biologicznym ojcem Clementine był kapitan William George „Bay” Middleton, znany jeździec konny. Autorka biografii Clementine, Joan Hardwick, przypuszcza jednak (częściowo ze względu na rzekomą bezpłodność Sir Henry'ego Hoziera), że ojcem dzieci Lady Blanche „Hozier” był w rzeczywistości mąż jej siostry, Algernon Bertram Freeman-Mitford, 1. baron Redesdale (1837–1916), dziadek słynnych sióstr Mitford. Niezależnie od słów matki, Clementine widnieje w rejestrach urzędowych jako córka sir Henry'ego.
Latem 1899 roku, w wieku 14 lat, Clementine i cała jej rodzina przeprowadzili się do Dieppe, nadmorskiej miejscowości na północy Francji. Spotkali tam wpływowych ludzi z tego okresu, takich jak Walter Sickert, brytyjski malarz i przyszły przyjaciel rodziny. Szczęśliwe życie Hozierów we Francji zakończyło się, gdy jedna z sióstr, Kitty, zachorowała na dur brzuszny. Lady Blanche wysłała więc Clementine i kolejną z jej sióstr, Nellie do Szkocji, aby mogła całkowicie poświęcić swój czas Kitty, która zmarła 5 marca 1900 roku, w wieku 16 lat.
Clementine kształciła się najpierw w domu, potem krótko w szkole w Edynburgu prowadzonej przez Karla Fröbla, siostrzeńca niemieckiego pedagoga Friedricha Fröbla i jego żony Johanny, a później w szkole dla dziewcząt w Berkhamsted (obecnie Berkhamsted School) oraz na Sorbonie w Paryżu. Była dwukrotnie potajemnie zaręczona z Sir Sidneyem Peelem, który zakochał się w niej, gdy miała 18 lat.

### Znajomość i małżeństwo z Winstonem Churchillem

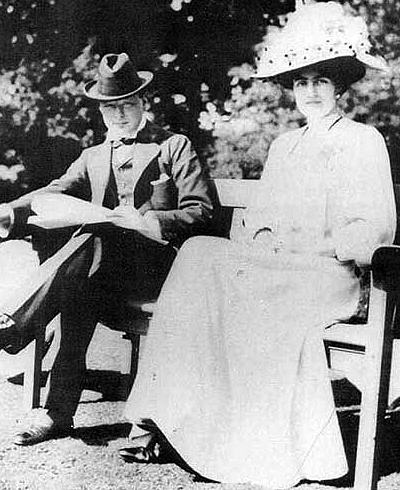
Winston Churchill i Clementine Hozier (1908)

Clementine po raz pierwszy spotkała Winstona w 1904 roku na balu w posiadłości hrabiego i hrabiny Crewe. W marcu 1908 roku spotkali się ponownie, na przyjęciu zorganizowanym przez Lady St Helier, daleką krewną Clementine.  Podczas ich pierwszego spotkania, Winstona oczarowało piękno i dystyngowanie Clementine; za drugim razem, po wieczorze spędzonym w jej towarzystwie, zdał sobie sprawę z tego, że była to dziewczyna o ponadprzeciętnej inteligencji i wspaniałym charakterze. Po pięciu miesiącach spotkań na imprezach towarzyskich, a także częstej korespondencji, Winston oświadczył się Clementine podczas przyjęcia w Blenheim Palace 11 sierpnia 1908 roku. Rezydencja ta znana jest jako „Świątynia Diany”.
12 września 1908 wzięli ślub w kościele św. Małgorzaty w Londynie (opactwo westminsterskie), następnie spędzili miesiąc miodowy w Baveno, Wenecji i na Morawach. W późniejszym czasie zamieszkali w Londynie, przy 12 Bolton Street, a następnie 33 Eccleston Square. Mieli pięcioro dzieci: Dianę (1909–1963), Randolpha (1911–1968), Sarę (1914–1982), Marigoldę (1918–1921), i Mary (1922–2014). Małżeństwo Churchillów było bliskie, serdeczne i pełne wsparcia pomimo trudów życia politycznego i publicznego.
W czasie I wojny światowej współpracowała między innymi z YMCA (Związek Chrześcijańskiej Młodzieży Męskiej), tworząc kantyny dla żołnierzy i pracowników fabryk uzbrojenia. Za tę działalność została później odznaczona Orderem Imperium Brytyjskiego. Podczas II wojny światowej była z kolei aktywną działaczką i przewodniczącą YWCA (Chrześcijańskie Stowarzyszenie Młodych Kobiet), stworzyła również Fundusz na Rzecz Odbudowy Rosji Radzieckiej w ramach Sowieckiego Czerwonego Krzyża.
Krótko po wojnie została odznaczona Orderem Czerwonego Sztandaru Pracy, a po powrocie do Londynu Krzyżem Wielkim Orderu Imperium Brytyjskiego. Po śmierci męża w 1965 roku została dożywotnim parem (baronessą Spencer-Churchill). Pod koniec życia popadła w kłopoty finansowe.
Zmarła na atak serca 12 grudnia 1977, pochowano ją przy kościele św. Marcina w Bladon w hrabstwie Oxfordshire.

## Upamiętnienie
Jej imię nosi jeden ze szpitali w Harrow, w Londynie. 

## Książki biograficzne
- Clementine Churchill[22]
- Clementine Churchill: the private life of a public figure[23]
- Clementine: the life of Mrs. Winston Churchill[24]
- First Lady: the life and wars of Clementine Churchill[25]
- Clementine Churchill: the biographiy of a marriage[26]